# ورفتت
ورفتت (به لاتین: Verftet) یک منطقهٔ مسکونی در نروژ است که در برگن واقع شده‌است.

## خصوصیات
ورفتت ۰٫۰۸ کیلومترمربع مساحت و ۵۳۷ نفر جمعیت دارد.